# Arlington (Vermont)
Arlington è una città degli Stati Uniti d'America, nella contea di Bennington, nello Stato del Vermont. La popolazione era di 2.317 abitanti nel censimento del 2010.